# Geroncjusz (Ludaros)
Geroncjusz  (gr. Μητροπολίτης Γερόντιος, imię świeckie Konstandinos Ludaros) (ur. 1969) – biskup Cerkwi Prawdziwych Prawosławnych Chrześcijan Hellady, od 1999 metropolita Pireusu i Salaminy.

## Życiorys
W 1985 został postrzyżony na mnicha i otrzymał święcenia diakonatu, a w 1987 prezbiteratu. W 1988 uzyskał godność archimandryty. Posługiwał wówczas w parafii św. Spirydona w Lamii. W 1999 otrzymał chirotonię biskupią jako metropolita Pireusu i Salaminy.